# Dambadondoguiin Baatarjav
Dambadondoguiin Baatarjav –en mongol, Дамбадондогийн Баатаржав– (2 de junio de 1961) es un deportista mongol que compitió en tiro con arco adaptado. Ganó una medalla de oro en los Juegos Paralímpicos de Pekín 2008 en la prueba recurvo individual de pie.

## Palmarés internacional
| Juegos Paralímpicos | Juegos Paralímpicos | Juegos Paralímpicos | Juegos Paralímpicos       |
| Año                 | Lugar               | Medalla             | Prueba                    |
| ------------------- | ------------------- | ------------------- | ------------------------- |
| 2008                | Pekín (China)       | Medalla de oro      | Recurvo individual de pie |